# Pedro da Costa Leal

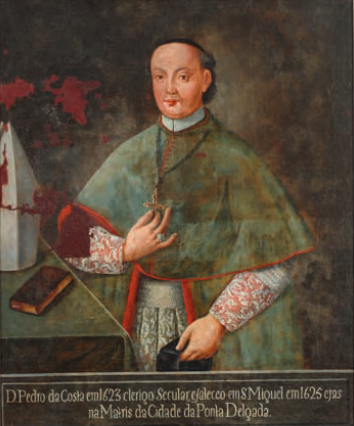

Pedro da Costa Leal (* in Porto um 1572; † 9. September 1625 in Ponta Delgada) war ein portugiesischer Geistlicher.

## Leben
Pedro da Costa Leal erwarb den Doktor der Theologie an der Theologischen Fakultät von Coimbra. Bis 1605 lehrte er dort und wurde zum Priester geweiht. 1612 wurde er Kanoniker an der Kathedrale von Évora. Er wurde Mitglied des Conselho de El-Rei. Am 2. Mai 1522 wurde er zum Bischof von Angra auf den Azoren ernannt. Er erhielt die Bischofsweihe in Lissabon und übernahm seine Diözese am 24. August 1623.